# Plaza de Pontevedra (La Coruña)
La plaza de Pontevedra (en gallego: Praza de Pontevedra) es un espacio público localizado en los distritos 1, 3 y 5 de La Coruña, España.
Uno de los edificios más representativo de la plaza es el edificio del Instituto Eusebio da Guarda, instituto donde Pablo Picasso estudiaba.El nombre del centro educativo surge de que Eusebio da Guarda y su esposa, fuesen los principales contribuidores para su construcción.En medio de la plaza se encuentra una figura de una paloma, inspirada en Picasso, con motivo de la paz. Al otro lado del edificio se encuentra la playa de Riazor y Orzán.
Otro edificio representativo de la plaza es el edificio del Café Manhattan, alberga varios locales, pero el más representativo es el Café Manhattan, diseñado para ser un café-restaurante.
Según un estudio de la Revista de Estudios e Investigación en Psicología y Educación, la plaza de Pontevedra fue la que los coruñeses recordaban como la calle más importante de la ciudad, con el 81.5% de las veces que más veces se nombró entre las opciones.

## Cultura urbana
En la cultura urbana coruñesa, la Plaza de Pontevedra es un lugar destacado y de mucha influencia. En muchos casos se puede llegar a considerar el centro de moda de la ciudad, dado que las personas que frecuentan este lugar (vulgarmente llamados "pponers") tienen un estilo de vestimenta único en la ciudad que suele destacar sobre el resto. Otro de los motivos por los que es considerada está plaza como un centro de cultura de la ciudad, es dada la influencia de sus gustos musicales.
Este lugar es llamado vulgarmente "PPon", viene de la abreviatura usada P. Pon. (Plaza Pontevedra) que fue transformándose hasta llegar a ser usado de esta forma, las personas que frecuentan este lugar son llamadas "pponers" gracias a esta abreviatura.
Para los "pponers", la Plaza de Pontevedra puede ser considerada de muchas maneras, como "el infierno en la tierra", hasta "el cielo hecho realidad".

## Conexiones
La plaza actúa como punto neurálgico para el transporte urbano de la ciudad herculina, convergiendo y transitando la mayoría de líneas de autobuses de la Compañía de Tranvías de La Coruña. También dota de una estación del sistema de bicicletas compartidas de La Coruña, Bicicoruña y dispone de un estacionamiento subterráneo gestionado por Saba.
| Línea | Origen                  | Parada                                                     | Dirección                                   |
| ----- | ----------------------- | ---------------------------------------------------------- | ------------------------------------------- |
| 4     | Avenida de Hércules     | Plaza de Pontevedra, IES Eusebio de la Guarda (Parada 186) | Barrio de las Flores                        |
| 4     | Barrio de las Flores    | Plaza de Pontevedra, 11 (Parada 197)                       | Avenida de Hércules                         |
| 5     | Adormideras             | Plaza de Pontevedra, IES Eusebio de la Guarda (Parada 186) | Espacio Coruña                              |
| 6     | Avenida de Hércules     | Plaza de Pontevedra, IES Eusebio de la Guarda (Parada 186) | Meicende                                    |
| 6     | Bens                    | Plaza de Pontevedra, 11 (Parada 197)                       | Avenida de Hércules                         |
| 6A    | Avenida de Hércules     | Plaza de Pontevedra, IES Eusebio de la Guarda (Parada 186) | Bens                                        |
| 6A    | Bens                    | Plaza de Pontevedra, 11 (Parada 197)                       | Avenida de Hércules                         |
| 7     | Avenida de Hércules     | Plaza de Pontevedra, IES Eusebio de la Guarda (Parada 186) | Ventorrillo                                 |
| 11    | Las Lagoas              | Plaza de Pontevedra, IES Eusebio de la Guarda (Parada 186) | Área Comercial Marineda                     |
| 11    | Área Comercial Marineda | Plaza de Pontevedra, 11 (Parada 197)                       | Las Lagoas                                  |
| 22    | Pasaje                  | Plaza de Pontevedra, IES Eusebio de la Guarda (Parada 186) | Juan Flórez, 10                             |
| 24    | [Término]               | Plaza de Pontevedra, 18 (Parada 398)                       | O Carón (servicios mínimos a Urb. Vallesur) |
| UDC   | [Término]               | Plaza de Pontevedra, 18 (Parada 398)                       | Campus de Zapatera, Filología (UDC)         |
| BUH   | [Término]               | Plaza de Pontevedra, 8 (Parada 137)                        | Pablo Picasso, 11                           |

| Línea | Origen                    | Parada                       | Dirección                 |
| ----- | ------------------------- | ---------------------------- | ------------------------- |
| 3     | Adormideras               | Juan Flórez, 10 (Parada 160) | San Pedro de Visma        |
| 3A    | Adormideras               | Juan Flórez, 10 (Parada 160) | San Pedro de Visma        |
| 7     | Ventorrillo               | Juan Flórez, 18 (Parada 596) | Avenida de Hércules       |
| 20    | [Término]                 | Juan Flórez, 10 (Parada 160) | El Pasaje (Puente Pasaje) |
| 20    | El Pasaje (Puente Pasaje) | Juan Flórez, 10 (Parada 160) | [Término]                 |
| 21    | [Término]                 | Juana de Vega                | Nuevo Mesoiro             |
| 21    | Nuevo Mesoiro             | Juana de Vega                | [Término]                 |
| 22    | [Término]                 | Juan Flórez, 10 (Parada 160) | El Pasaje, Santa Gema     |